# Torneo di Londra 1862

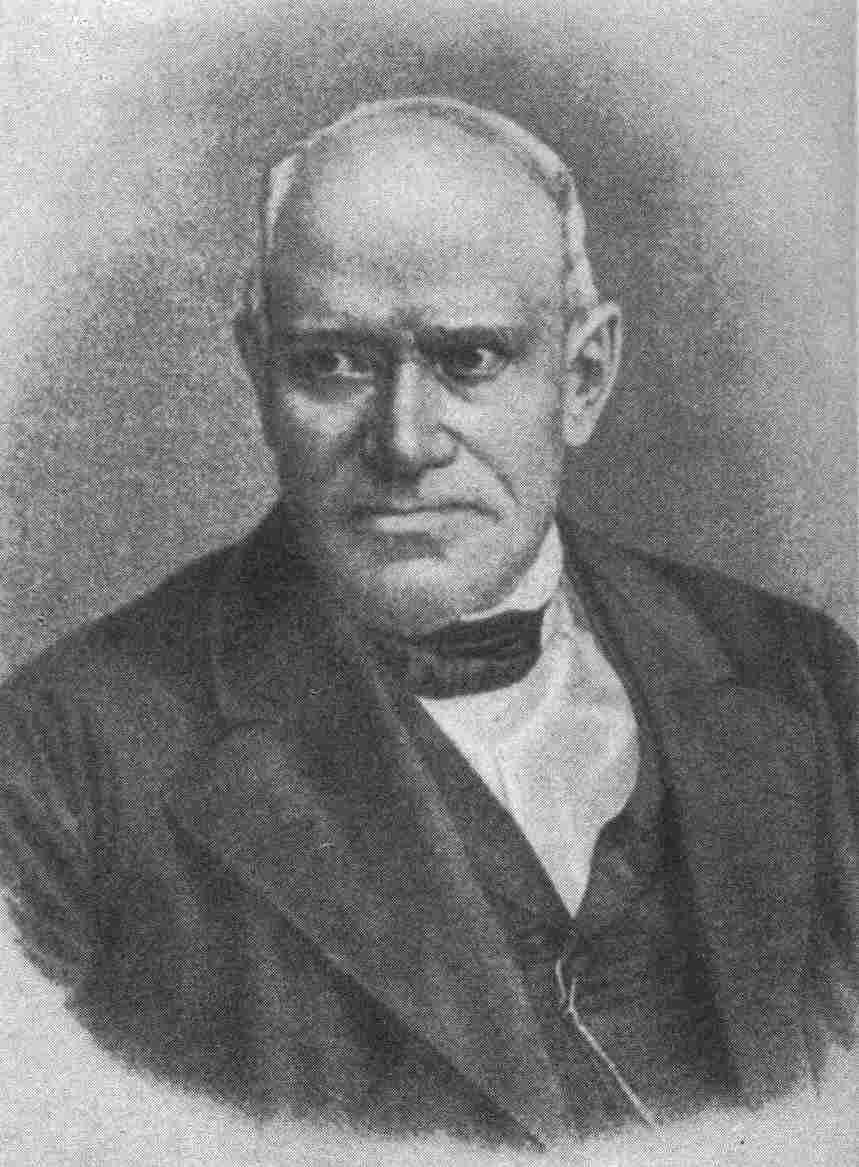
Adolph Anderssen, vincitore del torneo.

Il Torneo di Londra 1862 è stato un importante torneo internazionale di scacchi disputato a Londra.

## Descrizione
Il torneo si tenne nel contesto della Grande esposizione di Londra tra il 16 e il 28 giugno 1862 nelle sale di tre Club londinesi: il St. George's Club, il St. James's Club e il Divan. Vi presero parte i quattordici migliori giocatori di scacchi del periodo (ad eccezione di  Paul Morphy poiché si era ritirato dagli scacchi). Per la prima volta nella storia il torneo non fu disputato con la formula dell'eliminazione diretta ma con il sistema del girone all'italiana, in cui ogni avversario affrontava tutti gli altri. Un'altra innovazione fu l'introduzione di un tempo tempo limite (24 mosse ogni due ore di gioco), che fu misurato tramite clessidre.
Ogni vittoria valeva un punto e ogni sconfitta zero punti, le patte non contavano e venivano rigiocate fino a quando uno dei due giocatori fosse riuscito ad aggiudicarsi l'incontro. Per vari motivi, molti incontri non vennero però giocati.
Il torneo fu vinto da Adolf Anderssen, che intascò il primo premio di 100 sterline, Louis Paulsen guadagnò 50 sterline, John Owen 30, George MacDonnell 15, Serafino Dubois 10 e Wilhelm Steinitz 5. Steinitz vinse anche il premio bellezza per la sua partita contro Augustus Mongredien.
La vittoria di Anderssen consolidò l'opinione diffusa che, dopo il ritiro di Morphy (contro cui aveva perso 7-2 in un match di undici partite nel 1858), egli era tornato ad essere il più forte giocatore del mondo.
Poco dopo il termine del torneo Steinitz disputò un match di dieci partite contro Serafino Dubois, vincendolo 5½–3½ . Steinitz dichiarò che questa vittoria lo convinse a diventare un professionista degli scacchi. Decise di rimanere in Inghilterra e ottenne la cittadinanza britannica. Rimase in Inghilterra fino al 1884, anno in cui si trasferì negli Stati Uniti.

## Classifica
La classifica finale fu la seguente (le partite non giocate sono indicate con un trattino). 
| #  | Giocatore            | 1 | 2 | 3 | 4 | 5 | 6 | 7 | 8 | 9 | 10 | 11 | 12 | 13 | 14 | Totale |
| -- | -------------------- | - | - | - | - | - | - | - | - | - | -- | -- | -- | -- | -- | ------ |
| 1  | Adolf Anderssen      | x | 1 | 0 | 1 | 1 | 1 | 1 | 1 | 1 | -  | 1  | 1  | 1  | 1  | 11     |
| 2  | Louis Paulsen        | 0 | x | 1 | 1 | 0 | 1 | 1 | 1 | 1 | -  | 1  | -  | 1  | 1  | 9      |
| 3  | John Owen            | 1 | 0 | x | 0 | - | 1 | 1 | 1 | 0 | -  | 1  | -  | 1  | 1  | 7      |
| 4  | George MacDonnell    | 0 | 0 | 1 | x | 0 | 1 | - | 0 | 1 | -  | 1  | 1  | 1  | 1  | 7      |
| 5  | Serafino Dubois      | 0 | 1 | - | 1 | x | 0 | 1 | 1 | - | -  | -  | -  | 1  | 1  | 6      |
| 6  | Wilhelm Steinitz     | 0 | 0 | 0 | 0 | 1 | x | 1 | 1 | 0 | -  | 1  | -  | 1  | 1  | 6      |
| 7  | Thomas Wilson Barnes | 0 | 0 | 0 | - | 0 | 0 | x | 1 | 1 | 0  | 1  | 1  | 1  | 1  | 6      |
| 8  | James Hannah         | 0 | 0 | 0 | 1 | 0 | 0 | 0 | x | 1 | -  | -  | -  | 1  | 1  | 4      |
| 9  | Joseph Blackburne    | 0 | 0 | 1 | 0 | - | 1 | 0 | 0 | x | -  | 0  | 0  | -  | 1  | 3      |
| 10 | Johann Löwenthal     | - | - | - | - | - | - | 1 | - | - | x  | -  | -  | 1  | 1  | 3      |
| 11 | James Robey          | 0 | 0 | 0 | 0 | - | 0 | 0 | - | 1 | -  | x  | 1  | 0  | 0  | 2      |
| 12 | Frederic Deacon      | 0 | - | - | 0 | - | - | 0 | - | 1 | -  | 0  | x  | 0  | 1  | 2      |
| 13 | Augustus Mongredien  | 0 | 0 | 0 | 0 | 0 | 0 | 0 | 0 | - | 0  | 1  | 1  | x  | 0  | 2      |
| 14 | Valentine Green      | 0 | 0 | 0 | 0 | 0 | 0 | 0 | 0 | 0 | 0  | 1  | 0  | 1  | x  | 2      |